# رافاييل غودوي
رافاييل غودوي (بالإسبانية: Rafael Godoy) هو ملحن كولومبي، ولد في 1907، وتوفي في 14 مارس 1973.